# Fox NASCAR
Fox NASCAR è la copertura televisiva della serie NASCAR da parte di FOX Sports dal 2001. Dal 2005, la produzione è stata interamente in HD.
Dal 2001 al 2006, la FOX si è alternata con NBC per la copertura della Daytona 500, ma, dal 2007, alla fine di un accordo, la FOX è diventata l'emittente esclusiva della gara. 
La FOX copre le prime 13 gare stagionali, più la Sprint Unlimited a Daytona e insieme alla sorella SPEED, tutte le qualifiche e prove libere delle tre serie maggiori.

## Contratto TV con la NASCAR
Il 7 dicembre 2007, la NASCAR ha firmato un contratto da $4.48 miliardi con la FOX e SPEED. Di questo contratto fanno parte anche ESPN e TNT. Il contratto è in vigore dalla stagione 2007 ed è strutturato come segue:
- La FOX è l'emittente esclusiva della Daytona 500 e delle prime 13 gare stagionali. In più trasmetterà la Sprint Unlimited e le qualifiche per la Daytona 500.
- In seguito TNT copre le 6 gare successive inclusa la Coke Zero 400 al Daytona International Speedway.
- ESPN ed ABC trasmettono le rimanenti gare inclusa la Chase for the Sprint Cup. In particolare, nel 2010, ABC trasmetterà le gare in notturna mentre ESPN quelle diurne. Il coverage comincia di solito con la Brickyard 400 all'Indianapolis Motor Speedway
- SPEED, la sorella di FOX, copre tutta la stagione dei Truck, con in più la Gatorade Duel a Daytona e la Sprint All-Star Challenge.

## Presentatori

Fotogramma del programma

- Chris Myers - Presentatore (Hollywood Hotel)
- Jeff Hammond - Analista

### Telecronaca della gara
- Mike Joy
- Jeff Gordon
- Clint Bowyer
- Larry McReynolds

### Pit Road
- Dick Berggren
- Jamie Little
- Matt Yocum
- Steve Byrnes
- Krista Voda